# Comuna Verlok, Radomîșl
Verlok (în ucraineană Верлоцька сільська рада) este o comună în raionul Radomîșl, regiunea Jîtomîr, Ucraina, formată din satele Bîstriivka și Verlok (reședința).

## Demografie
Componența lingvistică a comunei Verlok
     Ucraineană (98,55%)
     Rusă (1,45%)
Conform recensământului din 2001, majoritatea populației comunei Verlok era vorbitoare de ucraineană (98,55%), existând în minoritate și vorbitori de rusă (1,45%).